# Ioan Dumitru Denciu
Ioan Dumitru Denciu (n. 1 septembrie 1948, Ivăncești, România) este un scriitor român, prozator, poet, eseist și traducător.
A urmat Liceul Teoretic din Mărășești, apoi Facultatea de Limba și Literatura Română (secția română-italiană) a Universității București, obținând diploma de licență în litere în 1971. A debutat cu proză în „Amfiteatru” (1968) și cu poezie în „Universitas” (1969). După absolvirea studiilor, a lucrat ca profesor de franceză și italiană în municipiul Focșani, continuându-și totodată activitatea literară.
Este membru titular al Uniunii Scriitorilor din România (filiala «București Proză»).

## Opera
Romane
- Luminile zeiței Bendis, Editura Cartea Românească, București, 1983 ;
- Identitățile lui Litovoi, Ed. Cartea Românească, Buc., 1985 ;
- Din adâncul irespirabilului, Ed. Salonul Literar, Focșani, 1998;
- Creștinătate, Editgraph, Buzău,  2013[2].

Poezie
- A îmblânzi destinul, Ed. Corgal Press, Bacău, 2003 ;
- Chemători și atrape, Ed. Andrew, Focșani, 2008 ;
- Poèmes pour apprivoiser le destin / Poemi per domare il destino, ediție bilingvă  franceză-italiană, cu 8 desene și copertă de Massimo Uberti, Ed. Andrew, Focșani, 2009[3] ;
- Poeme de îmblânzit destinul, ediție definitivă, cu o prefață de Th. Codreanu, Casa Cărții de Știință, Cluj-Napoca, 2018[4].

Eseuri
- Rătăciri esențiale, Ed. Corgal Press, Bacău, 2002 ;
- Rătăciri esențiale II. O apropiere de misterul limbii române,  Ed. Rafet, Râmnicu Sărat, 2006 ;
- Dansul originilor. Mic tratat de naivitate intelectuală (Rătăciri esențiale III), Ed. Valman, Râmnicu Sărat, 2011;
- Rătăciri esențiale, Opera omnia (colecția Publicistică și eseu contemporan), Ed. Tipo Moldova, Iași, 2017[5].

Nuvele
- Firele ascunse. Proză scurtă din diverse timpuri, Editgraph, Buzău, 2016[6].

Texte în reviste și antologii
A publicat proză, poezie, eseuri, cronici literare, traduceri, fragmente de jurnal în  “România literară”, “Luceafărul”, “Vatra”, “Nistru” (Rep.  Moldova), “Dorul” (Danemarca), “Revista V”, “Salonul literar”, “Oglinda literară”, “Lector”, “ProSaeculum”, “Nuove Lettere” (Italia), “Amphitryon”, “Spații culturale”, “Caligraf”, “OltArt”, “Revista de lingvistică și cultură românească” și altele.
Texte ale sale au fost cuprinse în diverse antologii, printre care: Vrancea literară (Focșani, 1984), ’900 e oltre. Inediti italiani di prosa contemporanea, îngrijită de Ernesto L’Arab și Roberto Pasanisi (Edizioni dell’Istituto Italiano di Cultura di Napoli, 2005), O antologie literară, editată de Asociația culturală „Duiliu Zamfirescu” (Ed. Valman, Râmnicu Sărat, 2007) și Pagini literare.ro / Literary pages.ro / Pages littéraires.ro, II (Forumul European al Revistelor Literare, Balcic – Bulgaria, 2008).
Referințele critice din reviste și volume până în 2009 au fost consemnate în cartea lui Mircea Dinutz – Ioan Dumitru Denciu (studiu monografic cuprinzând și o antologie de texte), Ed. Terra, Focșani, 2009.

## Premii și distincții
A obținut, între altele, Marele Premiu al “Salonului literar Dragosloveni” (1981), Premiul pentru proză al revistei “Luceafărul” (1984), Medalia jubiliară “150 de ani de la nașterea lui Mihai Eminescu” (2000), Premiul Internațional pentru Poezie și Literatură “Nuove Lettere” – ediția XII (Napoli, 2003). 

## Colaborări internaționale
A participat, cu Massimo Uberti și Roberto Di Filippo, la realizarea operei multimediale AVVOLGENTE CASA Flussi d’onde nello spazio /Învăluitoare casă. Fluxuri de unde în spațiu/, expusă cu ocazia Nopții Internaționale de Artă la Brescia în 2009. Este vorba de o instalație artistico-ambientală inventată de M. Uberti, care folosește un text scris de I. D. Denciu în italiană-franceză-română (tradus în latină de Marco Basile și Elisabeta Ronchi) și o partitură muzicală electronică de R. Di Filippo.